# اسوین هاکونسون
اسوین هاکونسون (به انگلیسی: Sweyn Haakonsson)

فرزند هاکون سیگوردسون و از ۱۰۰۰ تا ۱۰۱۵ میلادی فرمانروای مشترک نروژ بود بعد از نبرد سفولدر حاکم مشترک نروژ با برادر ناتنی اش اریک شد در ۱۰۱۵  اولاف دوم نروژ به نروژ رسید و ادعای خود بر پادشاهی را علنی کرددر نبرد نسجار پادشاه و یارانش شکست خوردند و به سوئد فرار کردند او  در حال فراهم کردن نیرو هایش برای برگشت به نروژ درگذشت و نتوانست تاج و تختش را پس بگیرد.